# Télescope de Schmidt Samuel-Oschin
Le télescope de Schmidt Samuel-Oschin (Samuel Oschin Schmidt Telescope) est un télescope de Schmidt de 48 pouces (122 cm) d'ouverture et de rapport d'ouverture F/D = 2,5 installé à l'observatoire du Mont Palomar.

## Histoire
Cet instrument fut mis en projet avec le reste des fonds et la technologie ayant servi pour le vénérable télescope Hale de cinq mètres de diamètre. Le miroir a été coulé par la société Corning et la lame correctrice l'a été à Pasadena. Il fut mis en service en septembre 1948 et est le plus grand télescope de Schmidt à cette époque. Il fut baptisé télescope Samuel Oschin en 1986. Avant cette date, il était juste appelé le Schmidt de 48".
Dans le milieu des années 1980, la lame correctrice a été remplacée en utilisant un verre ayant moins d'aberration chromatique, produisant des images de meilleure qualité sur une plus grande plage de longueur d'onde.
Entre 2000 et 2001, il a été modifié pour accueillir une caméra CCD. Le télescope était initialement guidé manuellement à l'aide d'une des deux lunettes astronomiques de 25 cm montées de chaque côté. Il est maintenant entièrement automatisé et contrôlé à distance. Il est programmé et piloté principalement depuis Pasadena en Californie, sans opérateur sur le site, sauf pour ouvrir et fermer le dôme.

## RelevéPalomar Observatory Sky Survey
En 1949, avec la contribution de la National Geographic Society, il commença à astrophotographier l'hémisphère Nord jusqu'à la latitude -30°. Chaque région du ciel fut photographiée deux fois, une première fois avec une plaque sensible au rouge Kodak 103a-E, la seconde avec une plaque sensible au bleu Kodak 103a-O. Ce travail, connu sous le nom de Palomar Observatory Sky Survey (ou POSS I), servit à imprimer un atlas de référence pour les observatoires du monde entier lors de leurs travaux d'observation. Sa magnitude limite est de +21 et son échelle est de 53,6 mm par degré. Ce même atlas servit de base à l'établissement du catalogue astronomique Guide-Star Catalogue (ou GSC) qui sert à orienter le télescope spatial Hubble.

### POSS II
En 1985, un second relevé astronomique débute pour s'achever en 2000, mais en avec des plaques beaucoup plus sensibles fournies par Eastman Kodak. Ce travail est fait en collaboration avec les télescopes de Schmidt de l'observatoire de Siding Spring et de l'observatoire de La Silla. Le relevé comporte 897 photographies dans chacune des trois couleurs utilisées (rouge, bleu et infra-rouge). Le travail donne :
- le DPOSS (Digitalized Palomar Observatory Sky Survey).
- le catalogue astronomique Guide Star Catalogue servant à pointer le télescope spatial Hubble : 19 millions d'étoiles.
- le catalogue astronomique United States Naval Observatory (USNO-B) : 1 milliard d'étoiles et 50 millions de galaxies.

Ces trois travaux servent à présent de référence et servent à vérifier les nouvelles découvertes et à déterminer des orbites précises pour les objets en mouvement.

## 2000: La modernisation
À l'aube du nouveau millénaire et après cinquante années de bons et loyaux services, le télescope Oschin abandonne l'astrophotographie argentique pour le numérique.
La première caméra CCD installée fut celle du programme Near Earth Asteroid Tracking (NEAT), qui comportait trois capteurs CCD de 4096 × 4096 pixels disposés selon une ligne nord-sud avec un espace important (1°) entre eux. Le champ de vision total était de 3,75 degrés carrés.
La seconde caméra, en service entre 2003 et 2007, fut celle du programme Quasar Equatorial Survey Team (QUEST). Cet instrument était formé de 112 capteurs CCD de 2 400 x 600 pixels (chaque pixel fait 13 µm x 13 µm) disposés en quatre rangées de 28 (9 600 x 16 800 pixels, soit 161 Mégapixels), prétendument la plus grande mosaïque CCD utilisée dans une caméra d'astronomie à l'époque,. Le but du programme QUEST était la recherche de quasars sur l'équateur céleste. Par ailleurs, la lame correctrice est remplacée par une lame utilisant un verre ayant une plus large bande de transmission. Cette caméra photographie le ciel dans huit couleurs. Elle est à l'origine de la découverte de (90377) Sedna et de (136199) Éris.
La caméra suivante, installée en 2009, comportait une mosaïque de 12 288 x 8 192 pixels (soit 100 Mégapixels) et avait été fabriquée initialement pour le Canada–France–Hawaii Telescope. Elle avait un champ de vision de 7,8 degrés carrés et fut utilisé par le Palomar Transient Factory.
En 2017, le télescope est dédié au programme Zwicky Transient Facility. Contrairement aux précédentes, la caméra a été spécialement conçue pour le télescope Oschin et son large champ de visée, utilisant une matrice de 16 CCD de 6144 × 6160 pixels (soit 606 Mégapixels), avec un champ de vision de 47 degrés carrés.

### Anecdote sur la caméra QUEST
En septembre 2003, la revue Astronomie Magazine présente la caméra QUEST comme « La plus grande CCD astro du monde est au Palomar ». Le mois suivant, une actualité intitulée « Mega Prime : la taille, ça compte » disait :

« Dans notre précédent numéro, nous étions (trop) confiant dans le communiqué de presse de l'observatoire du Palomar, qui se targuait de posséder la plus grande CCD du monde… ils avaient oublié… la Mega Prime du CFHT, le Canada-France-Hawaï Telescope. Cette monstrueuse CCD… de 340 mégapixels ! »

— Astronomie Magazine N°50 - oct. 2003, « On en parle », p. 11.